# Desa Karanganyar (administrativ by i Indonesien, Jawa Barat, lat -6,69, long 108,21)
Desa Karanganyar är en administrativ by i Indonesien.   Den ligger i provinsen Jawa Barat, i den västra delen av landet, 160 km öster om huvudstaden Jakarta.